# Motor City 250
Motor City 250, var ett Nascar-lopp ingående i Nascar Grand National Series som kördes på Michigan State Fairgrounds Speedway i Detroit i Michigan 1951-1952.

## Vinnare genom tiderna
| Säsong | Datum      | Nr | Förare         | Team/ bilägare | Konstruktör | Distans | Distans       | Tid     | Snitthastighet (mph) | Rapport | Ref   |
| Säsong | Datum      | Nr | Förare         | Team/ bilägare | Konstruktör | Varv    | Miles (km)    | Tid     | Snitthastighet (mph) | Rapport | Ref   |
| ------ | ---------- | -- | -------------- | -------------- | ----------- | ------- | ------------- | ------- | -------------------- | ------- | ----- |
| 1951   | 12 augusti | 40 | Tommy Thompson | Tommy Thompson | Chrysler    | 250     | 250 (402,336) | 4:20.28 | 57,588               | Rapport | [ 1 ] |
| 1952   | 29 juni    | 91 | Tim Flock      | Ted Chester    | Hudson      | 250     | 250 (402,336) | 4:10.23 | 59,908               | Rapport | [ 2 ] |